# Flix
Flix é um município da Espanha na comarca de Ribera d'Ebre, província de Tarragona, comunidade autónoma da Catalunha. Tem 116,9 km² de área e em 2021 tinha 3 451 habitantes (densidade: 29,5 hab./km²).

## Demografia
| Variação demográfica do município entre 1991 e 2004[carece de fontes?] | Variação demográfica do município entre 1991 e 2004[carece de fontes?] | Variação demográfica do município entre 1991 e 2004[carece de fontes?] | Variação demográfica do município entre 1991 e 2004[carece de fontes?] |
| ---------------------------------------------------------------------- | ---------------------------------------------------------------------- | ---------------------------------------------------------------------- | ---------------------------------------------------------------------- |
| 1991                                                                   | 1996                                                                   | 2001                                                                   | 2004                                                                   |
| 5025                                                                   | 4372                                                                   | 3952                                                                   | 4001                                                                   |